# Schnepker Schlatt
Das Schnepker Schlatt ist ein Naturschutzgebiet im nördlichen Bereich des Landkreises Diepholz in Niedersachsen.

## Beschreibung
Das Naturschutzgebiet Schnepker Schlatt ist ein 5,0 Hektar großes Gebiet, das 1 km südwestlich des Syker Ortsteiles Schnepke liegt.
Es handelt sich um ein Schlatt (eiszeitliches oligotrophes Flachgewässer), welches durch hineinwachsende Gehölze stark von Verlandung bedroht ist. Da es insbesondere vegetationskundlich interessant ist, soll das Gebiet als möglichst unbeeinträchtigte Lebensstätte für schutzbedürftige Pflanzen- und Tierarten erhalten und entwickelt werden.

## Geschichte
Mit Erstverordnung vom 18. März 1935 und gültiger Verordnung vom 10. Juni 1993 wurde das „Schnepker Schlatt“ zum Naturschutzgebiet erklärt. Zuständig ist der Landkreis Diepholz als untere Naturschutzbehörde.